# Tillandsia zecheri
Tillandsia zecheri là một loài thực vật có hoa trong họ Bromeliaceae. Loài này được W.Till miêu tả khoa học đầu tiên năm 1983.